# فيسان سايك
فيسان سايك (بالتركية: Füsun Sayek) (11 أغسطس 1947 - 15 أكتوبر 2006)، طبيبة عيون تركية ورئيسة للجمعية الطبية التركية.
ولدت فيسان سايك في بور، نيغدة في 11 أغسطس 1947. أكملت تعليمها الابتدائي في بور ثم المدرسة الإعدادية في ديار بكر. وفي عام 1964 أنهت المدرسة الثانوية في أنقرة. درست الطب في جامعة حجة تبة، وتخرجت في عام 1970. استمرت في ولاية نيويورك، الولايات المتحدة حتى عام 1976. وفي عام 1981 أصبحت متخصصة في طب العيون. حصلت على شهادة للعناية بصحة العين المجتمعية في إنجلترا في عام 1986.
عملت سايك كعضوة مجلس إدارة في جمعية أنقرة الطبية بين 1984 و 1986، وكعضوة في اللجنة المركزية للرابطة الطبية التركية (Türk Tabipler birliği) من 1990 إلى 1994. وفي عام 1996، تم انتخابها رئيسة اللجنة المركزية في TBB. خدمت سايك في هذا المنصب حتى وفاتها في عام 2006.
تزوجت من «إسكندر سايك» (من مواليد 1944). ولديها ابنة «سيلين سايك بوكي» (من مواليد 1972) وهي خبيرة اقتصادية وسياسية في حزب الشعب الجمهوري (تركيا) (CHP).

## وفاتها
أُصيبت فيسان سايك بسرطان الثدي وأهملت علاجها مما أدى إلى تقدم مرضها. توفيت في أنقرة في 15 أكتوبر 2006 ودفنت في مسقط رأس زوجها في إسكندرون.

## تكريم
تعقد جمعية أنقرة الطبية سنوياً «اجتماع الدكتورة فيسان سايك للتعليم الطبي» تكريماً لها في يوم الأطباء الوطنيين. وتنظم «جمعية فيسان سايك للرعاية الصحية والتعليم» فعاليات متنوعة في «سايك هاوس» في أرسوز، هاتاي كل عام في الصيف.